# Coro siamo
Der coro siamo (italienisch für „Wir sind Chor“) wurde 2006 von Florian Maierl in Wien gegründet und besteht aus rund 40 jungen Sängerinnen und Sängern. Seit Herbst 2023 wird der Chor von Agnes Schnabl geleitet.

## Repertoire
Einen besonderen Schwerpunkt in der Konzerttätigkeit des coro siamo stellt die anspruchsvolle A-cappella-Literatur dar. Allegris Miserere mei gehört ebenso zum Repertoire wie die virtuosen Motetten Bruckners oder neueste Kompositionen des Wieners Wolfgang Sauseng. Auch Werke mit Orchester und Gesangssolisten hat der Chor bereits erfolgreich aufgeführt – so etwa die Barockoper Dido and Aeneas von Purcell, Bachs Motette Jesu, meine Freude, Teile aus Händels Messiah, Mozarts Requiem sowie Messen der Wiener Klassik.

## Kooperationen
Ein großes Anliegen des coro siamo ist der interkulturelle Austausch: Im Frühjahr 2008 reiste der Chor nach Frankreich, wo gemeinsam mit dem Pariser Ensemble Bergamasque musiziert wurde. Eine Kooperation mit dem finnischen Kammerchor Addictio führte zu Konzertprojekten in Wien, Pregarten (OÖ), Helsinki und Tallinn. Die Chormitglieder selbst stammen aus unterschiedlichen Teilen Österreichs, aus Deutschland, Italien, Frankreich, Portugal und Argentinien.

## Auszeichnungen
2012 erzielte der coro siamo den 2. Platz mit Auszeichnung beim Chorwettbewerb „Austria Cantat“ in Salzburg. Ein Jahr später wurde das Ensemble beim 4. internationalen Anton-Bruckner-Chorwettbewerb in Linz als bester gemischter Chor ausgezeichnet und erhielt den Sonderpreis für die herausragende Interpretation von Anton Bruckners Christus factus est. Den bislang größten Erfolg feierte der Chor im April 2014 im Salzburger Mozarteum: Aus insgesamt 16 heimischen Chören und Vokalensembles ging der coro siamo als Sieger der nationalen Wahl „Österreich singt“ hervor und durfte Österreich bei der Eröffnung der Wiener Festwochen am Rathausplatz vertreten. Beim Internationalen Chorwettbewerb „Ave Verum“ in Baden erreichte der coro siamo 2014 den 2. Platz.
Beim 55. Internationalen Chorwettbewerb in Spittal an der Drau 2018 wurde der coro siamo in den beiden Kategorien Kunstlied und Volkslied mit dem 1. Preis ausgezeichnet und erhielt zusätzlich noch den Publikumspreis.

## Tonträger
Im Juni 2014 veröffentlichte der Chor seine erste CD mit dem Titel Wir sind Chor mit folgenden Titeln:
- … in grünen Stein geschlossen (Wolfgang Sauseng, * 1956)
- Der Kirschbaum (Wolfgang Sauseng, * 1956)
- Timor et tremor (Orlando di Lasso, 1532–1594)
- Sing joyfully (William Byrd, 1543–1623)
- Resignation (Hugo Wolf, 1860–1903)
- Christus factus est (Anton Bruckner, 1824–1896)
- Nachtlied (Max Reger, 1873–1916)
- Miserere Mei (Gregorio Allegri, 1582–1652)
- Punapaula (Jukka Linkola, * 1955)
- Kuka nukkuu tuutussasi (Anna-Mari Kähärä, * 1963)

Am 24. Februar 2018 stellte Florian Maierl mit dem coro siamo und dem Chorus Viennensis sowie Cornelius Obonya als Sprecher die CD 'rétrospective' vor. Enthalten sind Werke der neuen österreichischen Chormusik von Anton Heiller, Wolfgang Sauseng und Florian Maierl.
- Nörgeln (Anton Heiller, 1952)
- Memorare (Anton Heiller, 1956)
- Das Schloß in Österreich (Anton Heiller, 1957)
- Heidi pupeidi (Anton Heiller, 1957)
- Nicht Knechte, sondern meine Freunde nenne ich euch (Anton Heiller, 1974)
- Altindisches Gebet (Wolfgang Sauseng, 1986)
- Psalm 131 (Wolfgang Sauseng, 1987)
- An den Wasserflüssen Babylon (Wolfgang Sauseng, 1992)
- Wo wohnt die Seele (Wolfgang Sauseng, 2005)
- Mondgott (Wolfgang Sauseng, 2005)
- Rétrospective (Wolfgang Sauseng, 2008)
- De Visione Duodecima (Wolfgang Sauseng, 2010)
- Kyrie (Florian Maierl, 2014)
- Credo (Florian Maierl, 2014)
- Sanctus (Florian Maierl, 2014)
- Agnus Dei (Florian Maierl, 2014)
- Nachtlied (Florian Maierl, 2015)